# Hexatoma posticata
Hexatoma posticata är en tvåvingeart som beskrevs av Alexander 1937. Hexatoma posticata ingår i släktet Hexatoma och familjen småharkrankar. Inga underarter finns listade i Catalogue of Life.